# Абатај-кан
Абатај-кан или Абатај-Сајн-кан или Абтај-кан (1554 − 1587) био је северномонголски кнез, оснивач династије Тüшет-кана. У 1578. се састао Далај Ламом Сонам Гјамцхо и прогласио за државну религију. На руинама главног града Каракорума је дао саградити најстарији будистички храм у Монголији.